# Astroworld-Festival

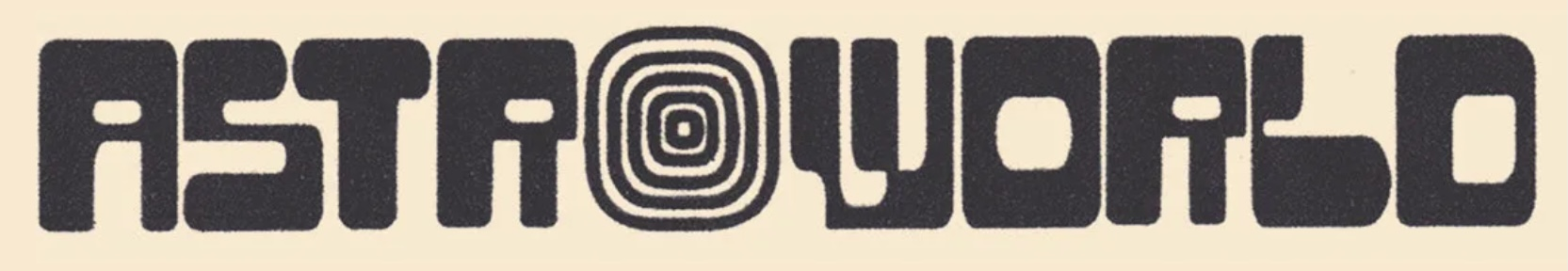
Logo

Das Astroworld-Festival ist ein Hip-Hop-Open-Air-Festival, das erstmals 2018 in Houston im US-Bundesstaat Texas stattfand.

## Geschichte
Das Festival wurde auf Initiative des Rappers Travis Scott erstmals 2018 in Houston abgehalten. Als Location diente ein Großparkplatz des Geländes NRG Park, unweit des Stadions NRG Stadium. Der namensgebende ehemalige Vergnügungspark Six Flags AstroWorld befand sich etwa ein Kilometer südöstlich. Auf dem eintägigen Event wurde die Hauptbühne (Chills Stage) und die etwas kleinere Nebenbühne (Thrills Stage) von Rap-Künstlern bespielt. 2019 wurden auch genrefremde Künstler wie Marilyn Manson und die Flamenco-Sängerin Rosalía eingeladen. Aufgrund der weltweiten COVID-19-Pandemie wurde das Festival 2020 abgesagt.

### Massenpanik beim Festival 2021
2021 hätte das Festival über zwei Tage gehen sollen. Es kam jedoch am 5. November 2021 während des Auftritts des Hauptacts Travis Scott zu einer Massenpanik mit mehreren Toten und Verletzten. Auf dem Veranstaltungsgelände selbst kamen acht Menschen ums Leben, zwei weitere erlagen später ihren Verletzungen. Der zweite Festivaltag wurde daraufhin abgesagt.
Bereits nachmittags war es zu Tumulten gekommen, als der VIP-Eingang von etwa 200 Personen überrannt wurde. Es gab auch weitere Eindringversuche sowie Besucher, die wegen Drogen-Überdosierung behandelt werden mussten. Als der Hauptact Travis Scott um 21 Uhr begann, strömten tausende Fans nach vorne. Die größte Drucksituation entstand im „South Quadrant“, einem Areal, das Zuschauer aufnahm, die von der zweiten Bühne hinüberströmten und keine Ausweichmöglichkeit hatten. Das Programm der zweiten Bühne war zuvor beendet worden. Insgesamt waren etwa 50.000 Personen auf dem Festival. Obwohl der Rapper mehrmals sein Set unterbrach, konnte die Drucksituation nicht aufgelöst werden. Der Auftritt endete nach einer Stunde, von Todesfällen soll der Rapper erst hinterher erfahren haben. Die Massenpanik forderte  acht Tote im Alter von 14 bis 27 Jahren. Einige Tage später erlagen ein neunjähriger Junge und eine 22-jährige Frau ihren Verletzungen. Mehr als 300 Verletzte wurden noch auf dem Gelände behandelt. Der Rapper sowie der Veranstalter Live Nation Entertainment wurden verklagt.

## Line-Ups (Auswahl)

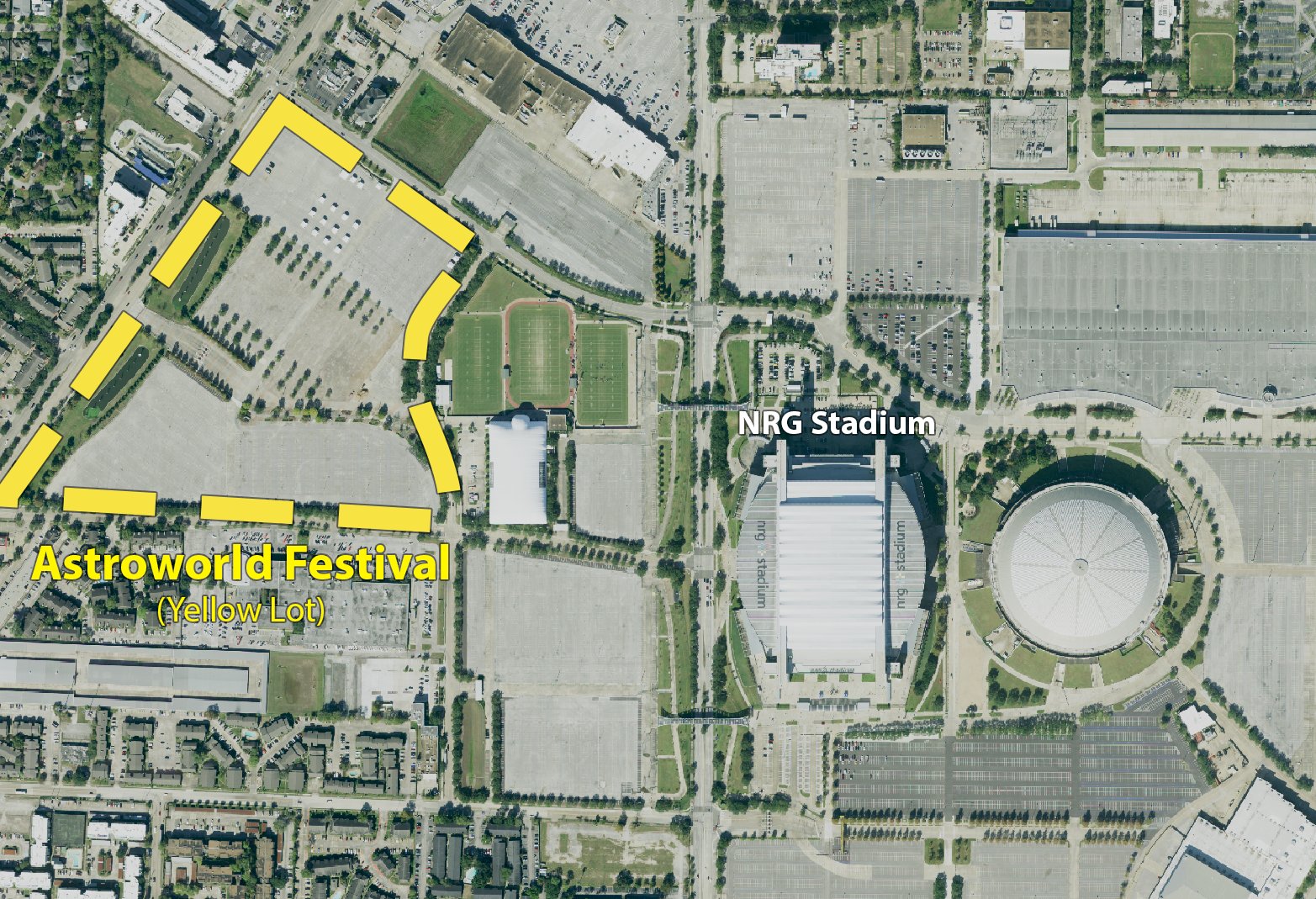
Lage des Astroworld-Festivals

- 2018: Travis Scott, Lil Wayne, Post Malone, Rae Sremmurd, Young Thug, Gunna
- 2019: Travis Scott, Marilyn Manson, Pharrell Williams, Young Thug, Migos, Playboi Carti
- 2021: Travis Scott, SZA, Lil Baby, Roddy Ricch, Don Toliver, Toro y Moi, Master P